# Aivars Gipslis
Aivars Petrowitsch Gipslis (* 8. Februar 1937 in Riga; † 13. April 2000 in Berlin-Köpenick) war ein lettischer Schach-Großmeister.

## Leben

### Nahschach
Aivars Gipslis gewann achtmal die Meisterschaft der Lettischen SSR, nämlich 1955 bis 1957, 1960, 1961, 1963, 1964 und 1966. Sechsmal beteiligte er sich an der UdSSR-Meisterschaft und belegte bei der 34. Meisterschaft in Tiflis 1966–1967 den dritten Platz.
Im Jahre 1963 gewann er zusammen mit Lew Polugajewski ein Turnier in Bad Liebenstein, 1964 war er gemeinsam mit Milko Bobozow Turniersieger in Pécs. Im Jahre 1963 wurde er Internationaler Meister. Im Jahre 1967 wurde er geteilter Zweiter beim Aljechin-Memorial in Moskau hinter Leonid Stein. Im gleichen Jahr wurde er Großmeister.
Weitere Turniersiege errang er 1975 in Vrnjačka Banja, 1979 in Kalkutta und 1987 in Jūrmala.
Mit der sowjetischen Nationalmannschaft gewann Gipslis der Mannschaftseuropameisterschaft 1970 in Kapfenberg, mit der lettischen Nationalmannschaft nahm er an der Mannschaftsweltmeisterschaft 1993 in Luzern teil.
Gipslis trainierte Michail Tal, Nona Gaprindaschwili (1966–1979) und die Damenmannschaft der UdSSR bei den Schacholympiaden 1972, 1974, 1978, 1980 und 1982.
Zuletzt spielte Gipslis für den Schachverein TSG Oberschöneweide in der Oberliga. Bei den Dortmunder Schachtagen 1998 wurde er Zweiter im Open A. Am 30. Januar 2000 erlitt er während einer Schachpartie einen Herzinfarkt. An den Folgen starb er am 13. April 2000 im Krankenhaus Berlin-Köpenick.

### Fernschach
Im Jahre 1992 wurde ihm im Fernschach der Titel Internationaler Meister verliehen, 1995 der Großmeister-Titel. Seine höchste Elo-Zahl im Fernschach war 2560 im Jahre 1997.